# Финал сезона (Южный Парк)
«Финал сезона» (англ. Season Finale) — это шестой эпизод двадцать третьего сезона американского мультсериала «Южный парк». Премьера эпизода состоялась на Comedy Central в США 6 ноября 2019 года. Рэнди Марш попадает в тюрьму, и пытается из неё выбраться, в чём ему помогает президенту Гаррисон и его помощник Джулиани. Джейсона сбивает полицейская машина, и его родители решают найти ему замену среди разлучённых с родителями детей иммигрантов. Этот эпизод пародирует тактику виктимизации Дональда Трампа, а также продолжает темы пародии центров временного пребывания иммиграционной и таможенной полиции США (ICE) и фильма Джокер 2019 года из эпизода «Мексиканский Джокер».

## Сюжет
В то время как Рэнди Марш и Полотенчик транслируют подкаст о «Ферме порядочности» (англ. Tegridy Farms), полиция врывается на ферму, прерывает трансляцию и забирает Рэнди, доставляя его в городской совет. Мэр Макдэниэлс и Твики обвиняют Рэнди в том, что именно он ответственен за взрывы огородов с марихуаной в городе (что произошло в первом эпизоде сезона) и в качестве доказательства предъявляют видеозапись. В итоге Рэнди арестовывают. Когда Шерон сообщает об аресте отца Стэну и Шелли, они пытаются изобразить сожаление, но у них плохо получается, поскольку все они понимают, что теперь они смогут вернуться к нормальной жизни в городе. Из тюрьмы Рэнди звонит в Белый дом и жалуется президенту Гаррисону, что без марихуаны он начинает испытывать угрызения совести со совершённые поступки. Рэнди пытается использовать тактику виктимизации, которой его научил Гаррисон, пытаясь выставить себя жертвой, однако она не срабатывает, поскольку он — не президент. На терапевтическом сеансе в тюрьме Рэнди утверждает, что опустил планку своих моральных ценностей из-за президента: он считал, если он лучше, чем президент, то всё нормально.
Когда дети играют в американский футбол, Джейсон выбегает на проезжую часть, где его сбивает полицейская машина. Во время похоронной службы его отец Роберт выражает сожаление, что очень мало людей пришли проститься с Джейсоном, развивая свою обычную тему, что «всем плевать на белых» (он имеет в виду и свою фамилию, и белых вообще). Тем временем Марши устраивают вечеринку в честь ареста Рэнди. На неё также приходят и Уайты, пытаясь узнать, почему только немногие пришли проститься с Джейсоном. Царящая на вечеринке радостная атмосфера огорчает их ещё больше, поскольку Роберт был клиентом «Фермы порядочности» и действительно расстроен арестом Рэнди. Уайты уходят, но Картман догоняет их, и предлагают им задуматься об усыновлении ребёнка из центра временного пребывания иммиграционной и таможенной полиции США (ICE). Уайты едут в центр временного содержания выбирать ребёнка, и весь процесс выбора нарочито напоминает выбор домашнего животного в приюте, о национальностях детей говорят как о породах собак. Уайты решают усыновить «чистокровного мексиканца», и называют ребёнка «Алехандро».
Тем временем Гаррисон и его адвокат Джулиани выступают за освобождение Рэнди, и просят свои сторонников поддержать их. Уайты оказываются единственными, кто откликнулся на их призыв в Саус-Парке, и выходят с пикетом на улицу. Алехандро не хочет протестовать, он хочет домой к своей семьей. Чтобы сделать его более послушным, они решают, что ему нужен собственный ребёнок из центра временного содержания ICE, чтобы он заботился о нём и стал более ответственным. Джулиани навещает Рэнди в тюрьме и передает ему марихуану. Начинается судебный процесс над Рэнди. Весь город поддерживает обвинение, в то время как Уайты выступают за оправдание. Рэнди снова пытается выставить себя жертвой, но в итоге отказывается от этой линии, и признает вину. Он рассказывает о марихуане, которую принёс ему Джулиани, утверждая, что она была плохого качества, и это заставило его вспомнить, почему он занялся этим бизнесом. Пока Рэнди произносит свою речь, на улице начинается шум. Алехандро, которого вывела из себя то, что Роберт насильно намазал ему лицо солнцезащитным кремом, «потому что все белые используют солнцезащитный крем», громит витрины и машины, и из-за его внешнего вида полиция решает, что он и есть «Мексиканский Джокер». Полицейские пытаются застрелить его, но он убегает. С Рэнди снимают обвинения, и он благодарит Уайтов за поддержку. Когда Рэнди возвращается на ферму, уже падает снег, и он говорит, что из-за ранней зимы сезон выращивания марихуаны закончился. Затем он рекламирует марухану из своего последнего урожая, сбор, который он назвал «Финал сезона».

## Отзывы
Райан Паркер из The Hollywood Reporter отметил сильный политический уклон эпизода: персонаж Трампа-Гаррисона впервые в сезоне появляется в качестве одного из ключевых персонажей эпизода, и он опять показан в негативном свете. Но больше всего досталось Рудольфу Джулиани: его образ в эпизоде получился мерзким и отталкивающим, а ведущий новостей назвал его «предательской свиньёй».
Джесси Шедин из IGN дал эпизоду «великолепную» оценку 8,5 балла из 10, отмечая, что этот эпизод сумел убедительным образом одновременно связать друг с другом и завершить сюжетные линии, часть которых тянулась с эпизода «Мексиканский Джокер». В своем обзоре он пишет: «Возможно это и не финал сезона, но этот эпизод в Южного Парка точно преуспел в объединении ряда продолжающихся сюжетных линий и завершении саги о „Ферме порядочности“. Некоторые сюжеты, относящиеся к семейству Уайтов, повторяются, но, тем не менее, этот эпизод является одним из самых сильных в 23-м сезоне».
Джон Хьюгар из The A.V. Club дал эпизоду оценку «B» и назвал его «увлекательным», написав в своем обзоре: «Эпизод „Финал сезона“ доставляет удовольствие от просмотра, и хотя в нём позволил Рэнди сорваться с крючка слишком легко, его лихо закрученная концовка и запоминающееся возвращение Трампа-Гаррисона сделали его просмотр стоящим делом».
Крис Лонго из Den of Geek дал эпизоду оценку 3 из 5 звёзд. В своём обзоре он пишет: «В целом мне понравился „Финал сезона“. В нём есть сильные и слабые моменты. Если это конец для „Фермы порядочности“, то я бы назвал её стоящим экспериментом, но никак не потрясающим успехом. И думаю, что Шерон, Шелли и Стэн со мной согласны».
Дани Ди Пласидо из Forbes пишет, что этом эпизоде фокус политической критики сместился с властей Китая на администрацию Трампа. Также он отмечает, что в цикле связанном с «Фермами порядочности» Рэнди перетянул на себя часть функций Картмана по созданию дисгармонии. Поскольку Рэнди — взрослый, авторы с ним могли разрабатывать те темы, которые нельзя раскрыть через Картмана. Хотя это и не последняя серия сезона, «как и в настоящем финале сезона шоу поднимает ставки и демонстрирует резкую политическую сатиру, характерную для последних сезонов Южного Парка».
Ренальдо Матадин из CBR.com отметил, что в этой серии Рэнди, наконец, ответил за свои выходки в предыдущих сериях, которые уже успели надоесть. Впрочем, в итоге ему опять удалось выкрутиться.
Джереми Ламберт из 411mania.com поставил эпизоду оценку 6 из 10, назвав его «средним». По его мнению, в эпизоде был ряд неплохих шуток, однако политические параллели были неудачными. Впрочем, он отмечает, при ином отношении к политическим взглядам создателей сериала, впечатление может быть лучше.